# Megami no Cafe Terrace
Megami no Cafe Terrace (女神のカフェテラス Megami no Kafe Terasu?, lit. Terraza del café de las diosas), también conocida como The Café Terrace and Its Goddesses en inglés, es una serie de manga japonés escrito e ilustrado por Kōji Seo. Comenzó a publicarse en la revista Shūkan Shōnen Magazine de Kōdansha el 17 de febrero de 2021 y se ha compilado en veinte volúmenes tankōbon hasta el momento. Una adaptación de la serie al anime de Tezuka Productions se estrenó el 8 de abril de 2023.

## Argumento
La serie se desarrolla en Miura, Kanagawa, y sigue a Hayato Kasukabe, un huérfano que se mudó a Tokio para la escuela secundaria. Después de aprobar los exámenes de la Universidad de Tokio, regresa a Miura después de la muerte de su abuela, donde decide cerrar su café Familia. Allí, descubre que cinco mujeres han estado trabajando en el café, y luego de ver sus luchas y conocer su vínculo con su abuela, decide reabrir el café.

## Personajes
Hayato Kasukabe (粕壁 隼 Kasukabe Hayato?)
 Seiyū: Masaaki Mizunaka, Jorge Riveros (español latino)
El protagonista, quedó huérfano a una edad temprana después de que sus padres murieran en un accidente. Luego vive con su abuela, pero se va a Tokio después de una discusión con ella. Tras su muerte, decide volver a casa, inicialmente para cerrar el café, pero luego decide mantenerlo abierto.
Ouka Makusawa (幕澤 桜花 Makusawa Ōka?)
 Seiyū: Akari Kitō (PV), Ruriko Aoki (anime), Cynthia Chong (español latino)
Una joven de 19 años que trabaja a tiempo parcial en Familia, que estudia en una escuela de moda. Tiene una personalidad tsundere.aunque también podría considerarse una sádica ya que esta misma disfruta de molestar a Hayato, terminaría enamorándose de Hayato después de ayudarla a confrontar a su hermana Kikka sobre lo que quería ser. Luego iría a Francia a estudiar moda donde se despediría de Hayato besándolo, y cuando vuelve de Francia, reconoce a regñadientes y luego abiertamente, que está enamorada de Hayato.
Ami Tsuruga (鶴河 秋水 Tsuruga Ami?)
 Seiyū: Akari Kitō (PV), Sayumi Suzushiro (anime), Luciana Mauri (español latino)
Una joven de 18 años que trabaja a tiempo parcial en Familia y una estudiante de secundaria, es experta en karate. Una chiste recurrente en la serie es que usa máscaras para bromear con sus compañeros de trabajo. Ella hace muy buenas migas con Valentina, añadiendo al karate el capoeira, y le tiene un miedo irracional a su "hermana" Eri, porque nunca la ha derrotado. Es la última de las chicas en darse cuenta de que está enamorada de Hayato.
Riho Tsukishima (月島 流星 Tsukishima Riho?)
 Seiyū: Aya Yamane (PV), Aya Yamane (anime), Martina Panno (español latino)
Una joven de 20 años a tiempo parcial en Familia y estudiante universitaria. Anteriormente fue una popular actriz infantil. La segunda en declararse y una de las tres principales competidoras del amor de Hayato, ene-amiga de Akane y Ono, y hermana mayor del resto tanto del Familia Café como del Chiyoda Comedor.
Shiragiku Ono (小野 白菊 Ono Shiragiku?)
 Seiyū: Akari Kitō (PV), Azumi Waki (anime), Agostina Longo (español latino)
Una joven de 20 años a tiempo parcial en Familia y amiga de la infancia de Hayato. Según Hayato, ella fue su primer amor de niño, es la tercera en declararse y una de las tres competidoras por Hayato, ene-amiga de Riho y amiga de Akane, y con el resto es un poco despistada.
Akane Hououji (鳳凰寺 紅葉 Hōōji Akane?)
 Seiyū: Akari Kitō (PV), Asami Setō (anime), Cassandra Valtier (español latino)
Una joven de 19 años a tiempo parcial en Familia, y vocalista y guitarrista de una banda. Proviene de una familia rica, que desaprueba su carrera como cantante. Finalmente, se termina enamorando de Hayato y la primera en declararse, pero de una manera muy rebuscada, como así también es la primera que le pide matrimonio y la primera en provocar y hablarle directamente a Hayato de querer "hacerle el café para siempre". Aparte de ser rockera, llega incluso a ser una "idol" junto con sus compañeras del Café, cuando sus compañeras no pudieron por un matrimonio y un funeral. Como dato curioso, el nombre de la banda es "Chicas de la Barba Desaliñada", dicho en broma por Hayato a ella cuando le sugiere tener un nombre que sea recordable, al declararse su fan.
Sachiko Kasukabe (粕壁 幸子 Kasukabe Sachiko?)
 Seiyū: Kazue Ikura, Akari Kitō (Joven), Mara Campanelli (español latino)
La abuela de Hayato, quien cuidó de Hayato después de que quedó huérfano. Su muerte antes del comienzo de la serie es lo que trae a Hayato de regreso al Café Familia.
Kikka Makuzawa (幕澤 橘花 Makuzawa Kikka?)
 Seiyū: Sumire Uesaka, Erika Ugalde (español latino)
Es una estudiante de la Universidad de Tokio y la hermana gemela menor de Ouka Makuzawa. Es muy cariñosa con su hermana y es especialmente cautelosa con las personas con las que se relaciona.
Hekiru Yoshino (吉野 碧流 Yoshino Hekiru?)
 Seiyū: Kana Hanazawa, Lucía Suárez (español latino)
Es una aspirante a novelista que fue reclutada para el café rival "Family". Luego de la disolución de Family, Hekiru comenzaría a trabajar en el Chiyoda Diner. Es la única de las chicas que no se enamora de Hayato, sino de un antiguo medallista olímpico de karate.
Moemi Sо̄ya (宗谷 萌美 Sо̄ya Moemi?)
 Seiyū: Reina Ueda, Florencia Coianis (español latino)
Es la chef de Chiyoda Diner y la heredera de un restaurante tradicional japonés llamado "Souya Kadan". Aunque  aparenta ser tonta y torpe, realidad tiene múltiples personalidades, lo que se revela dependiendo del tipo de tocado que use.
Ririka Chiyoda (千代田 莉々歌 Chiyoda Ririka?)
 Seiyū: Ayana Taketatsu, Andrea Higa (español latino)
Es una aspirante a pop idol y una streamer en línea. Actualmente es la gerente del Chiyoda Diner. También enamorada de Hayato, pero sabe que no tiene oportunidad con él, debido a las 3 senpais que corren muy fuerte: Riho, Akane y Ono.
Valentina Azuma (ヴァレンティーナ吾妻 Vuarentīna Azuma?)
 Seiyū: Yu Serizawa, Nicole Apstein (español latino)
Es la mejor amiga de Ami Tsuruga y camarera del restaurante Chiyoda Diner. Es de ascendencia brasileña por parte de padre, razón por la cual es experta en capoeira. No se revela si está enamorada o no de Hayato, por lo menos en el manga. 
Mao Takasaki (高崎 舞乙 Takasaki Mao?)
 Seiyū: Rie Takahashi, Constanza Faraggi (español latino)
Es una aspirante a modelo que inicialmente es retratada como la contraparte de Ouka Makuzawa. Actualmente trabaja como camarera en el Chiyoda Diner. Ella es la más abierta sobre su sexualidad y no perderá la oportunidad de coquetear con Hayato Kasukabe. Finalmente, después de ir a Miyakojima, declara que también está enamorada de Hayato, por ser el único hombre que no le pidió desnudarse para estar con ella.

## Contenido de la obra

### Manga
Megami no Cafe Terrace está escrito e ilustrado por Kōji Seo. Comenzó a publicarse en la revista Shūkan Shōnen Magazine de Kōdansha el 17 de febrero de 2021. El primer volumen tankōbon se lanzó el 17 de mayo de 2021, y hasta el momento se han publicado veinte volúmenes.
El 28 de septiembre de 2022, Kodansha USA anunció que obtuvo la licencia de la serie para un lanzamiento digital en inglés; el primer volumen fue lanzado el 18 de octubre.
| Volúmenes de manga publicados | Volúmenes de manga publicados | Volúmenes de manga publicados |
| Número                        | Fecha de publicación          | ISBN                          |
| ----------------------------- | ----------------------------- | ----------------------------- |
| 1                             | 17 de mayo de 2021            | ISBN 978-4-06-523407-5        |
| 2                             | 17 de julio de 2021           | ISBN 978-4-06-524008-3        |
| 3                             | 17 de septiembre de 2021      | ISBN 978-4-06-524832-4        |
| 4                             | 17 de diciembre de 2021       | ISBN 978-4-06-526289-4        |
| 5                             | 17 de marzo de 2022           | ISBN 978-4-06-527290-9        |
| 6                             | 17 de junio de 2022           | ISBN 978-4-06-528182-6        |
| 7                             | 16 de septiembre de 2022      | ISBN 978-4-06-528662-3        |
| 8                             | 17 de noviembre de 2022       | ISBN 978-4-06-529633-2        |
| 9                             | 17 de febrero de 2023         | ISBN 978-4-06-530576-8        |
| 10                            | 17 de abril de 2023           | ISBN 978-4-06-531253-7        |
| 11                            | 14 de julio de 2023           | ISBN 978-4-06-532185-0        |
| 12                            | 17 de octubre de 2023         | ISBN 978-4-06-532897-2        |
| 13                            | 15 de diciembre de 2023       | ISBN 978-4-06-533905-3        |
| 14                            | 16 de febrero de 2024         | ISBN 978-4-06-534566-5        |
| 15                            | 16 de mayo de 2024            | ISBN 978-4-06-535509-1        |
| 16                            | 17 de julio de 2024           | ISBN 978-4-06-536166-5        |
| 17                            | 17 de octubre de 2024         | ISBN 978-4-06-537127-5        |
| 18                            | 17 de enero de 2025           | ISBN 978-4-06-538073-4        |
| 19                            | 16 de abril de 2025           | ISBN 978-4-06-539094-8        |
| 20                            | 16 de julio de 2025           | ISBN 978-4-06-540004-3        |
| 21                            | 17 de octubre de 2025         | ISBN 978-4-06-541103-2        |

### Anime
El 8 de septiembre de 2022, se anunció una adaptación de la serie al anime. La serie es producida por Tezuka Productions y dirigida por Satoshi Kuwabara, con guiones escritos por Keiichirō Ōchi, diseños de personajes a cargo de Masatsune Noguchi y música compuesta por Shu Kanematsu y Miki Sakurai. Se estrenó el 8 de abril de 2023 en el bloque de programación Super Animeism en MBS y TBS. El tema de apetura es «Unmei Kyōdōtai!» (運命共同体！?), interpretado por Neriame, mientras que el tema de cierre es «Dramatic» (ドラマチック?), interpretado por Miki Satō. Crunchyroll obtuvo la licencia de la serie fuera de Asia.
Se anunció una segunda temporada después de la emisión del duodécimo episodio de la primera temporada. Se estrenó el 5 de julio de 2024. El elenco y el personal de la primera temporada regresán en sus respectivos papeles.
El 22 de marzo de 2023, Crunchyroll anunció que la serie había recibido un doblaje en español latino, la cual se estrenó el 28 de abril.